# تپه شماره ۱ بلداجی
تپه شماره ۱ بلداجی مربوط به دوران پیش از تاریخ ایران باستان است و در استان چهارمحال و بختیاری، شهرستان بروجن، بخش بلداجی، ۳ کیلومتری شرق شهر بلداجی واقع شده و این اثر در تاریخ ۲۴ فروردین ۱۳۸۲ با شمارهٔ ثبت ۸۲۲۹ به‌عنوان یکی از آثار ملی ایران به ثبت رسیده است.